# سعيد عبد العظيم
سعيد عبد العظيم (1372- 1445 هـ / 1952- 2024 م)، طبيب وداعية مصري، من مشايخ الدعوة السلفية، ومن مؤسسيها في السبعينات من القرن العشرين بمصر.

## سيرته
ولد سعيد عبد العظيم علي محمد في الإسكندرية في 23 صفر 1372هـ الموافق 10 نوفمبر 1952م، وحصل على بكالوريوس الطب والجراحة من جامعة الإسكندرية عام 1978، وهو خطيب مسجد الفتح بمصطفى كامل بالإسكندرية، كما قام بعمل رحلات دعوية إلى قطر وفرنسا وإيطاليا واليونان.
بدأ طلب العلم في مرحلة مبكرة مستفيدًا من مكتبة جدِّه الذي كان شيخًا بالجامع الأزهر، فقد أثارت مكتبته الضخمة شغفه للبحث والاطلاع وطلب العلم في صغره. وورث الكثير من كتبها فأصبحت نَواة مكتبته الشخصية فيما بعد. بدأت رحلته مع الدعوة في المرحلة الثانوية حين كان يخطب الجمعة في عدَّة مساجد بالإسكندرية كالجمعية الشرعية وأنصار السنَّة وغيرهما.
الشيخ أحد المؤسسين الأوائل للعمل الدعوي في الجماعة الإسلامية في الجامعة ثم المدرسة السلفية بالإسكندرية في سبعينيات القرن الماضي ومن بعدها الدعوة السلفية وأشرف على العديد من أنشطتها الدعوية والاجتماعية عبر مراحل مختلفة وحتى الآن. وله العديد من المؤلفات، تُرجِم بعضها إلى عدة لغات مثل الإنجليزية والتركية والإندونيسية وتطبع وتوزع في عدة دول، أيضا للشيخ مقالات كثيرة نشرت في عدة صحف ومجلات عربية كما ساهم في الإشراف العلمي في فترة سابقة على مجلة الحكمة وهي مجلة علمية إسلامية تصدر في لندن وتوزع في العديد من الدول.
إضافة إلى الطب، حصل عبد العظيم على إجازات في رواية الحديث والعديد من أمهات الكتب مثل الكتب العشرة وكتب الشروح والتفاسير المعتمدة، وهو عضو رابطة علماء المسلمين ومجلس أمناء الهيئة الشرعية للحقوق والإصلاح ومجلس شورى العلماء ومجلس أمناء الدعوة السلفية بالإسكندرية.

## مواقفه السياسية
أعلن رفضه للانقلاب العسكري وعارض موقف حزب النور ودعاهم لترك السياسة، وأكد أن الرئيس الأسبق محمد مرسي أراد تطبيق الشريعة الإسلامية فقال «إن مرسي اجتمع بمجلس شورى العلماء، وطلب منهم أن يضعوا له المواد والمسائل التي يبدأ بها في تطبيق الشريعة، ورأى مجلس الشورى بحث المسائل مع المستشارين»، وذكر أنه التقي محمد مرسي بعد ذلك في قصر الاتحادية، وقال له معاتبًا: «إخوانك في المجلس تأخروا على ولم يوافوني بشيء»، مشيرًا إلى أنه علم بعد ذلك أن مرسي اتخذ الدكتور حسين حامد حسان مستشارًا له لخبرته الكبيرة في هذا المجال وأضاف «ما كان مرسي ينوي فعله هو سبب انقلاب الدنيا عليه».

## مؤلفاته
من مؤلفاته:
- هيا بنا نؤمن ساعة
- وعاشروهن بالمعروف
- الديمقراطية في الميزان
- ضوابط شرعية لتحقيق الأخوة الإيمانية
- ضوابط شرعية للألعاب الرياضية
- الصدق منجاة
- خطورة التليفزيون
- خطورة التليفون
- إلى كل عامل وموظف يؤمن بالله
- اللهم لك أسلمت
- الله أكبر
- الموتى يتكلمون
- الاصطياف
- الإشكالية المعاصرة في تربية الطفل
- رسالة لأهل الفن
- الدولة اليهودية العالمية دولة إسرائيل الكبرى
- الزواج العرفي
- نظرات في مسألة تعدد الزوجات
- أمارات الساعة الآتية
- تحصيل الزاد لتحقيق الجهاد
- معجزات النبي صلى الله عليه وسلم
- كيف تحل مشاكلنا
- كيف تنال السعادة الحقيقية
- الكفارات أسباب وصفات
- الخطب والوعظ والتذكير
- إلى الفتاة المؤمنة
- حياة القلوب
- الأتقياء الأخفياء
- وعند الله تجتمع الخصوم
- دعوة أهل الكتاب للدخول في دين رب العباد
- أخطاء شائعة في البيوع
- الرقية النافعة للأمراض الشائعة
- الصرع (أسبابه وعلاجه)
- يمحق الله الربا
- خلق المسلم
- الإنارة في الحج والعمرة والزيارة
- قصص الأنبياء (عظات وعبر)
- قصص الصحابة
- دروس الزمان في شهر الصيام
- ابن تيمية فقيه عصره
- الشهرة وعالم الأضواء
- الوصية بالأشهر العربية
- إرشاد الطالب لتحقيق أهم المطالب
- فتاوى اللجنة الدائمة
- ماذا بعد رمضان
- وبالوالدين إحساناً (أسباب عقوق الأبناء)
- كيف تحقق غنى النفس
- صور من الطغيان المادي

## وفاته
توفي في المدينة المنورة بالمملكة العربية السعودية ليلة الإثنين 26 ذو القعدة 1445 هـ الموافق 3 يونيو 2024 م.

## روابط خارجية
- صفحة الشيخ على موقع طريق الإسلام